# Кеита (город)
Кеита (фр. Keita) — город и коммуна в Нигере. Это столица департамента Кеита в регионе Тахуа. По состоянию на 2012 год здесь проживает 10 631 человек.

## География
Кеита расположена в 600 км к северо-востоку от столицы страны Ниамея. Город расположен в полузасушливом Сахеле, и находится под угрозой голода. Кеита разделена на районы Идеваран, Лиссаван и Мулела.

## История
Кеита стала административным центром одноимённого кантона в 1913 году. В 1917 году повстанцы-туареги, базировавшиеся в оккупированной Италией Ливии, напали на город и разграбили его, убив несколько человек, в том числе главу кантона Афадандан Ичава. В конце 1940-х — начале 1950-х годов Кеита увеличила количество жителей и превратилась из деревни в небольшой город. Кеита стала резиденцией префектуры в 1964 году.
К началу 1980-х годов появились явные признаки опустынивания. В результате в декабре 1983 года был подписан план развития, в котором особое внимание уделялось устойчивому долгосрочному освоению ресурсов. «Проект Кеита» представлял собой 16-летний план, который привёл к рытью колодцев и бурению скважин для орошения сельскохозяйственных культур и для питьевой воды. Деревья были посажены, чтобы предотвратить эрозию почвы и способствовать развитию сельского хозяйства. С 1984 по 1990 год почти 3000 гектаров земли были «мелиорированы», и было построено 100 километров сельских дорог, что потребовало тяжёлого труда от жителей города.

## Демография
По переписи 1977 года численность населения Кеиты составляла 3572 человека. К 1988 году население увеличилось до 6 644 человека. По переписи 2001 года население Кеиты составляло 8 633 человека. Оно увеличилось до 10 631 по состоянию на 2012 год. Город является центром туарегов, которые мигрировали из окрестностей. Согласно исследованию 1988 года, 10,9 процента населения являются постоянными мигрантами, а 8,5 процента — сезонными мигрантами.

## Экономика и инфраструктура
Основное занятие в Кеите — сельское хозяйство, а близлежащий пруд (в настоящее время высохший) способствовал росту садовых культур и проса. Хотя Тамаске является крупным центром торговли в регионе, в Кеите есть кустарное производство. Практикуется обработка железа, до конца колониального периода оно также добывалось в регионе.
В городе есть автовокзал. У Кеиты ограниченное количество электроэнергии. В 1998 году в Кеите была создана общинная радиостанция с передатчиком мощностью 150 Вт. Кеита — это место нахождения гражданского суда. Одна из самых больших инфраструктурных проблем города — крайне плохое медицинское обслуживание. Кроме того, 46% населения не имеют доступа к чистой питьевой воде.

## Известные люди
Бывший министр иностранных дел Нигера Айчату Булама Кане родился в Кеите в 1955 году.

## Города-побратимы
Город Пезаро в Италии является побратимом Кеиты по инициативе итальянской девелоперской фирмы, работающей в Кеите.